# Marcelo Nascimento da Costa
Marcelo Nascimento da Costa (Manacapuru, Brasil, 24 de agosto de 1984), conocido como Marcelinho, es un futbolista brasileño nacionalizado búlgaro que juega como centrocampista en el Princesa do Solimões E. C. del Campeonato Brasileño de Serie D.

## Carrera

### Carrera juvenil
Marcelinho se unió a São Paulo con diecisiete años de edad, pero no logró entrar en el primer equipo. Desde que salió de São Paulo a principios de 2005 ha jugado para Cascavel, Santacruzense, São Caetano y Catanduvense. En 2008, fichó por el Al-Nasr de Dubái.

### Mogi Mirim
Después de una temporada, Marcelinho firmó por el Mogi Mirim. En el primer semestre de 2010 jugó 15 partidos en el Campeonato Paulista, debutando en una derrota 5-1 contra el Palmeiras, el 16 de enero de 2010.

### Bragantino
En julio de 2010, Marcelinho firmó con el Bragantino, donde jugó 24 partidos y marcó cuatro goles al final de la temporada en la Serie B. Marcelinho hizo su debut con el primer equipo en la derrota por 2-0 en casa al Ponte Preta el 31 de julio. En 2011, jugó 17 partidos en el Campeonato Paulista, anotando un gol.

### Ludogorets Razgrad
El 12 de mayo de 2011, Marcelinho se unió al equipo búlgaro Ludogorets Razgrad en un contrato de tres años y se le asignó el dorsal número 84; debutó en el primer partido de liga de su club en la temporada 2011-12, en casa ante el Lokomotiv Plovdiv. Dos semanas más tarde, el 20 de agosto, marcó un doblete en la victoria 4-0 sobre Vidima-Rakovski. El 16 de mayo de 2012, Marcelinho fue nombrado "hombre del partido" en la victoria por 2-1 ante el Lokomotiv Plovdiv por la final de la Copa de Bulgaria 2011-12. En la liga, Marcelinho anotó 9 goles y recibe su primera medalla de oro de la A PFG en su primera temporada en Bulgaria.
Marcelinho empezó la temporada 2012-13 ganando la Supercopa de Bulgaria al Lokomotiv Plovdiv el 11 de julio. Una semana más tarde, marcó su primer gol en la Liga de Campeones de la UEFA, abriendo el marcador en el empate 1-1 en casa contra el Dinamo de Zagreb. Terminó la campaña con 9 goles en todas las competiciones.
El 19 de diciembre de 2013, Marcelinho fue nombrado el mejor jugador extranjero de la liga búlgara.
El 1 de octubre de 2014 anotó un gol espectacular en el sexto minuto durante el debut en la fase de grupos de la Liga de Campeones de la UEFA 2014-15 contra el vigente campeón, el Real Madrid, pero en una derrota por 1-2. Unos días más tarde, firmó una extensión de contrato por un año, manteniéndolo en el club hasta 2016. El 19 de abril de 2015, Marcelinho jugó su partido número 100 en la A PFG en la victoria por 3-1 en casa ante el Litex Lovech.

## Clubes
| Club                       | País                   | Año       |
| -------------------------- | ---------------------- | --------- |
| F. C. Cascavel             | Brasil                 | 2005      |
| A. E. Santacruzense        | Brasil                 | 2006      |
| A. D. São Caetano          | Brasil                 | 2007      |
| Catanduvense               | Brasil                 | 2008      |
| Al-Nasr S. C.              | Emiratos Árabes Unidos | 2008-2009 |
| Mogi Mirim E. C.           | Brasil                 | 2010      |
| C. A. Bragantino           | Brasil                 | 2010-2011 |
| Ludogorets Razgrad         | Bulgaria               | 2011-2020 |
| E. C. Vitória              | Brasil                 | 2020-2021 |
| Manaus F. C.               | Brasil                 | 2021      |
| Operário E. C.             | Brasil                 | 2021-2022 |
| Princesa do Solimões E. C. | Brasil                 | 2023-     |

## Palmarés

### Títulos locales
| Título                   | Club                        | País     | Año     |
| ------------------------ | --------------------------- | -------- | ------- |
| Primera Liga de Bulgaria | P. F. C. Ludogorets Razgrad | Bulgaria | 2011-12 |
| Copa de Bulgaria         | P. F. C. Ludogorets Razgrad | Bulgaria | 2011-12 |
| Supercopa de Bulgaria    | P. F. C. Ludogorets Razgrad | Bulgaria | 2012    |
| Primera Liga de Bulgaria | P. F. C. Ludogorets Razgrad | Bulgaria | 2012-13 |
| Primera Liga de Bulgaria | P. F. C. Ludogorets Razgrad | Bulgaria | 2013-14 |
| Copa de Bulgaria         | P. F. C. Ludogorets Razgrad | Bulgaria | 2013-14 |
| Supercopa de Bulgaria    | P. F. C. Ludogorets Razgrad | Bulgaria | 2014    |
| Primera Liga de Bulgaria | P. F. C. Ludogorets Razgrad | Bulgaria | 2014-15 |
| Primera Liga de Bulgaria | P. F. C. Ludogorets Razgrad | Bulgaria | 2015-16 |
| Primera Liga de Bulgaria | P. F. C. Ludogorets Razgrad | Bulgaria | 2016-17 |
| Primera Liga de Bulgaria | P. F. C. Ludogorets Razgrad | Bulgaria | 2017-18 |
| Supercopa de Bulgaria    | P. F. C. Ludogorets Razgrad | Bulgaria | 2018    |
| Primera Liga de Bulgaria | P. F. C. Ludogorets Razgrad | Bulgaria | 2018-19 |
| Supercopa de Bulgaria    | P. F. C. Ludogorets Razgrad | Bulgaria | 2019    |
| Primera Liga de Bulgaria | P. F. C. Ludogorets Razgrad | Bulgaria | 2019-20 |
| Primera Liga de Bulgaria | P. F. C. Ludogorets Razgrad | Bulgaria | 2020-21 |